# Ruigoord
Ruigoord était à la fois une île et un village de Hollande-Septentrionale qui fait partie de l'arrondissement Noord de la ville d'Amsterdam. Le quartier est situé à environ 8 km de Haarlem, et comprend aujourd'hui une partie des infrastructures du Port d'Amsterdam. Au cours des années 1970, de nombreux artistes déménagèrent dans les bâtiments abandonnés de Ruigoord, ce qui lui valut une réputation de quartier culturel. De nombreux ateliers y sont toujours installés, et la ville y organise régulièrement des manifestations culturelles.